# Pont de troncs

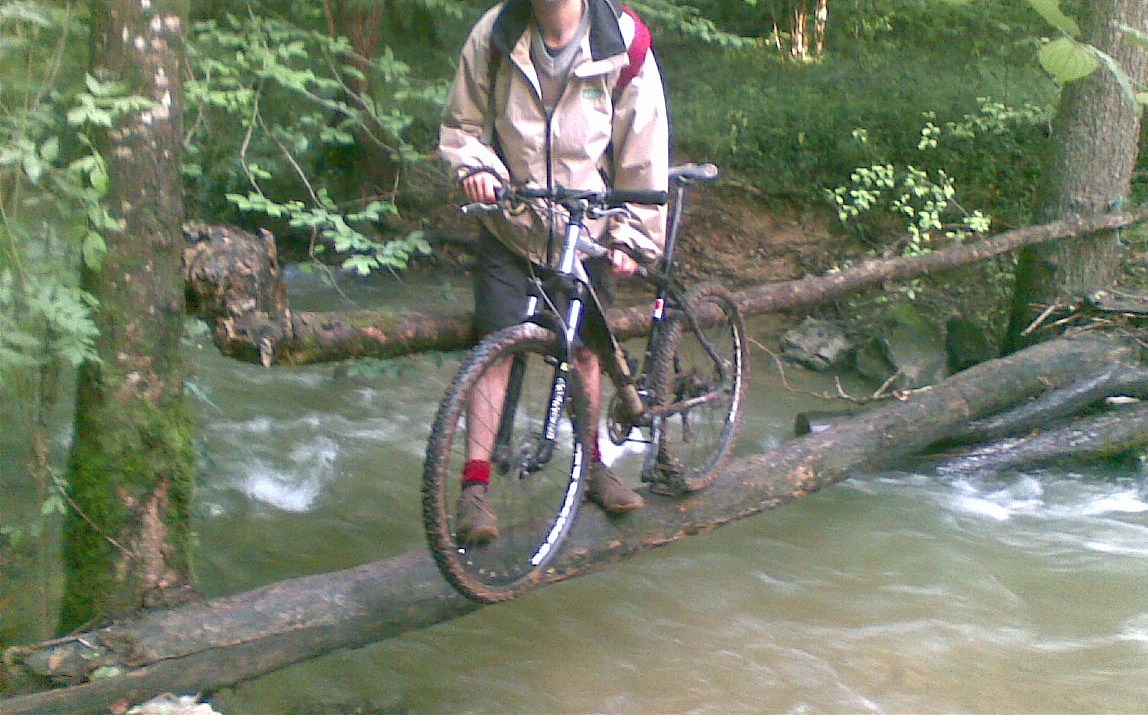
Pont de troncs senzill sobre l'Alzou a França.

Un pont de troncs és un pont de fusta que utilitza troncs, ja hagin caigut de manera natural o s'hagin tallat i col·locat intencionalment a través de rierols. Els primers ponts artificials amb un abast significatiu eren probablement arbres talats intencionadament.
L'ús de troncs emplaçats sobre rierols, s'utilitza de vegades en ponts temporals emprats en l'explotació de carreteres, on s'ha de fer servir un tracte forestal i abandonar-lo després. Aquests ponts de troncs tenen una vida molt limitada causa del contacte amb el sòl, la putrefacció subseqüent i la infestació d'insectes que es mengen la fusta.
Els ponts de tronc més duradors es poden construir utilitzant troncs tractats i/o proporcionant bases ben drenades de pedra o formigó combinades amb un manteniment regular per tal d'evitar la infiltració del sòl. Aquesta cura en la construcció es pot veure el pont de l'Alzou il·lustrat a la foto, que compta amb pilars de pedra ben tancats i secs i amb un camí anivellat amb taulers.

## Diversos dissenys de ponts de troncs

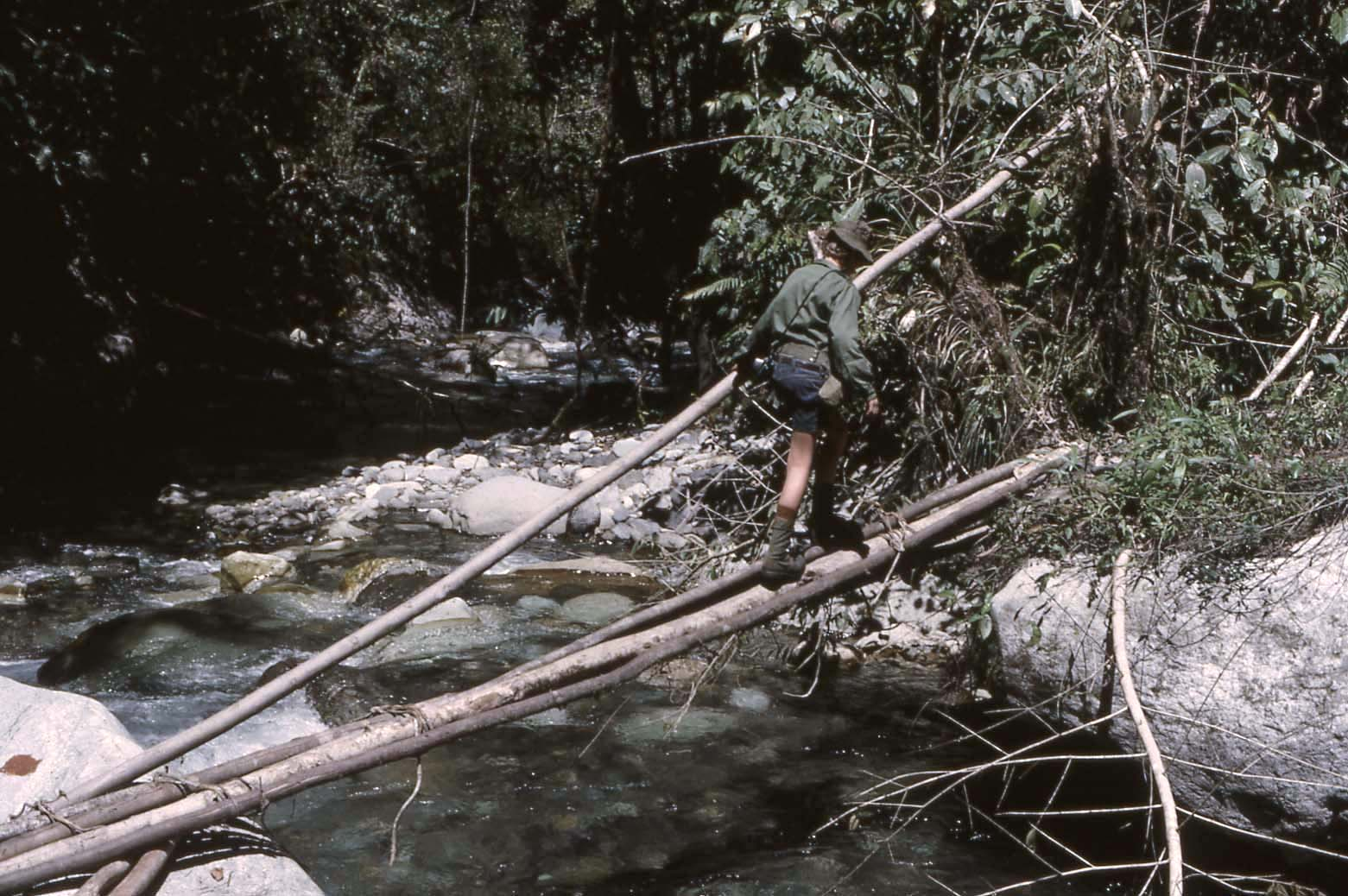
Registre del pont sobre un riu a Papua Nova Guinea
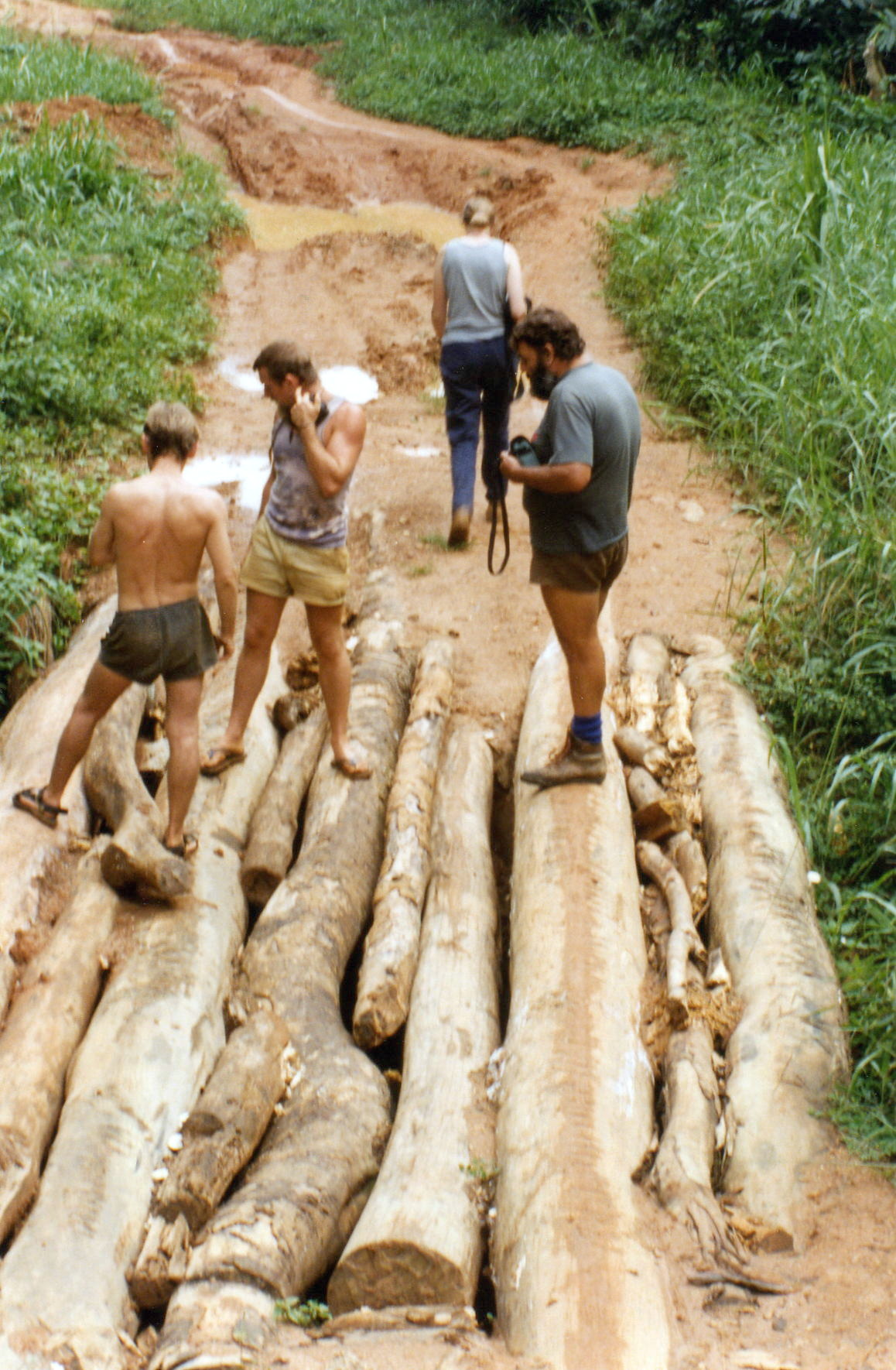
Pont de registre al Zaire, format per múltiples registres paral·lels
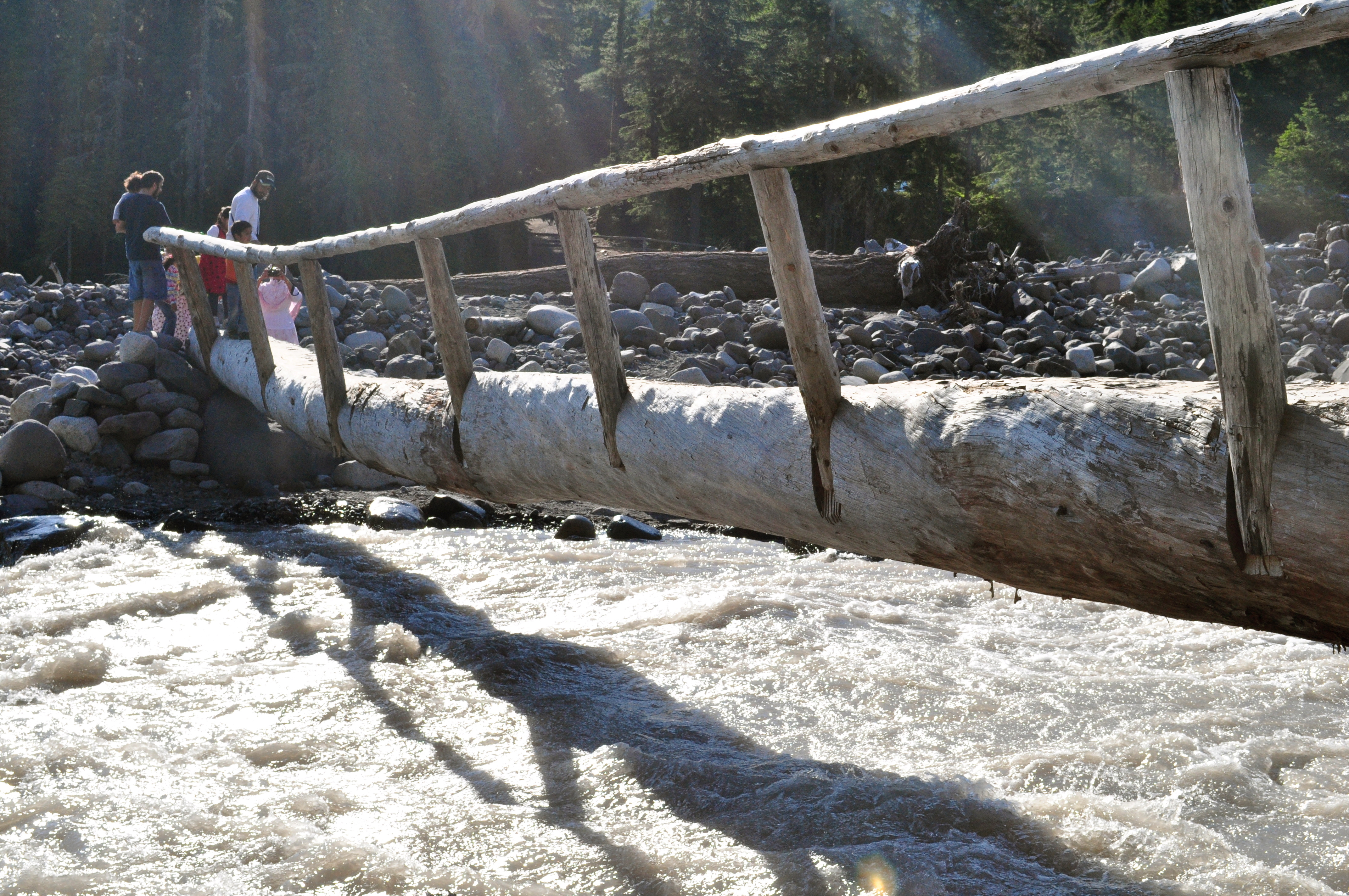
Pont de registre sobre el riu Nisqually, Estats Units, format per un gran registre amb barana
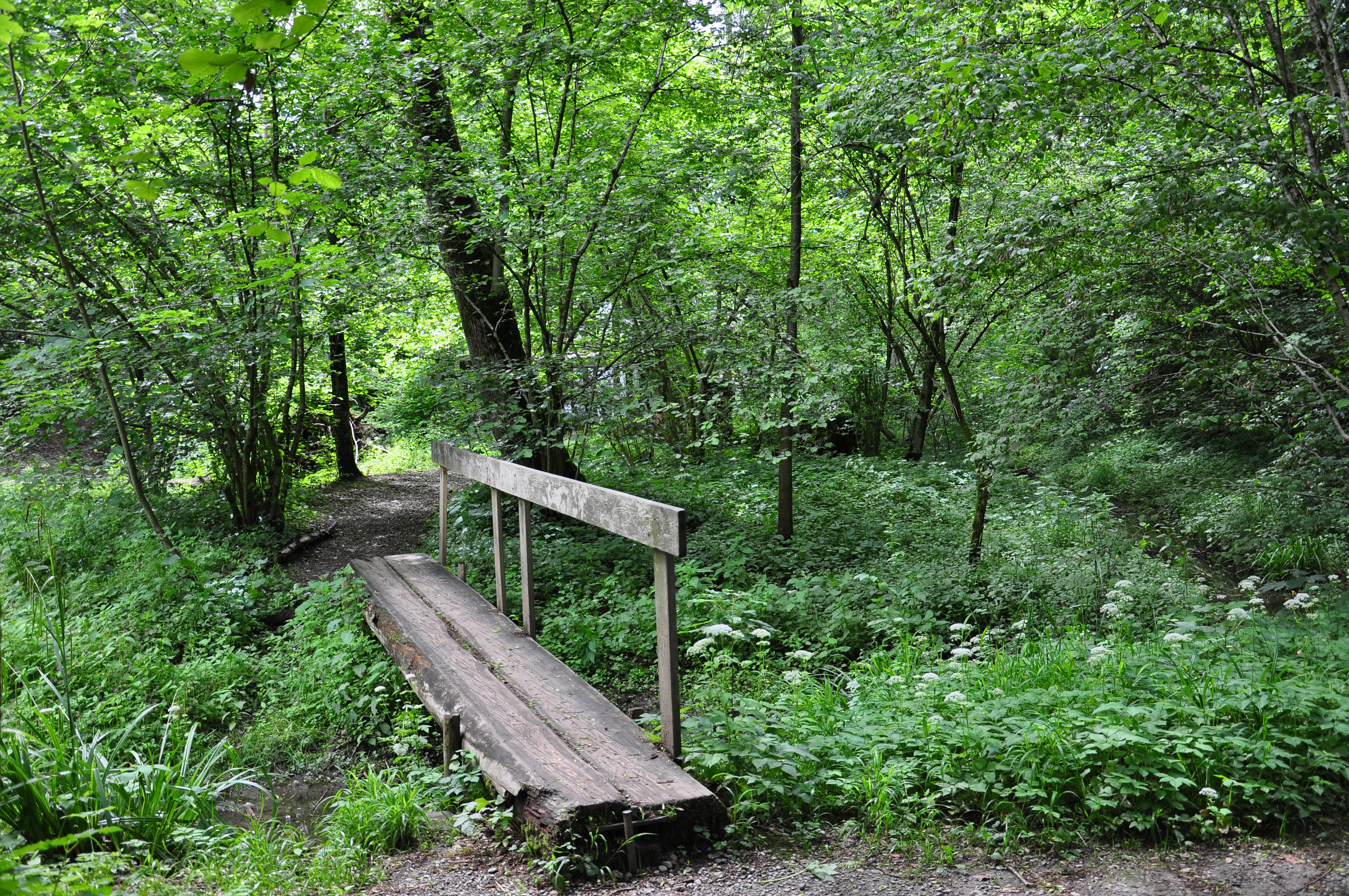
Pont de tronc a Suïssa amb topall i barana aplanades
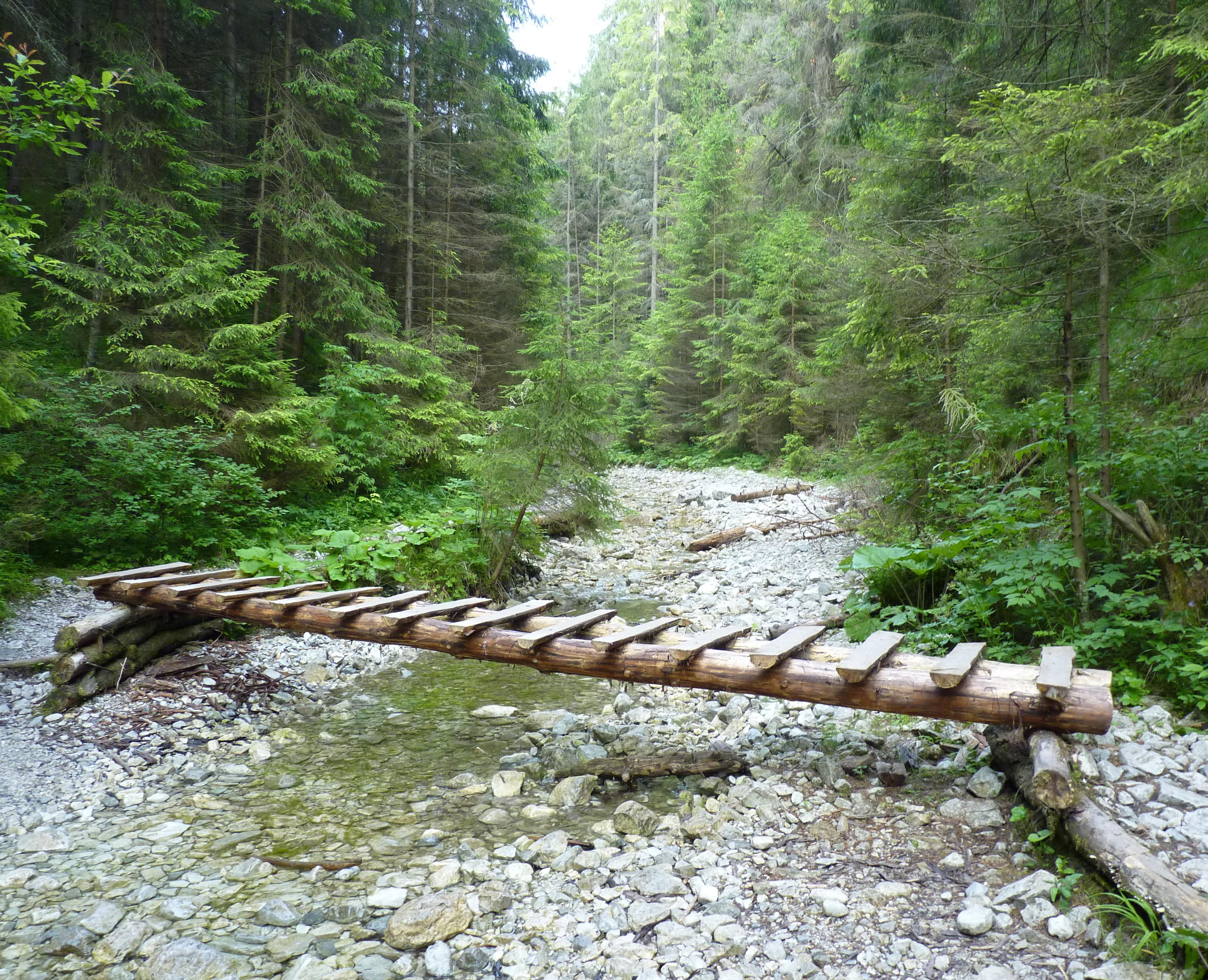
Pont de registre a Eslovàquia amb taulers addicionals a la part superior
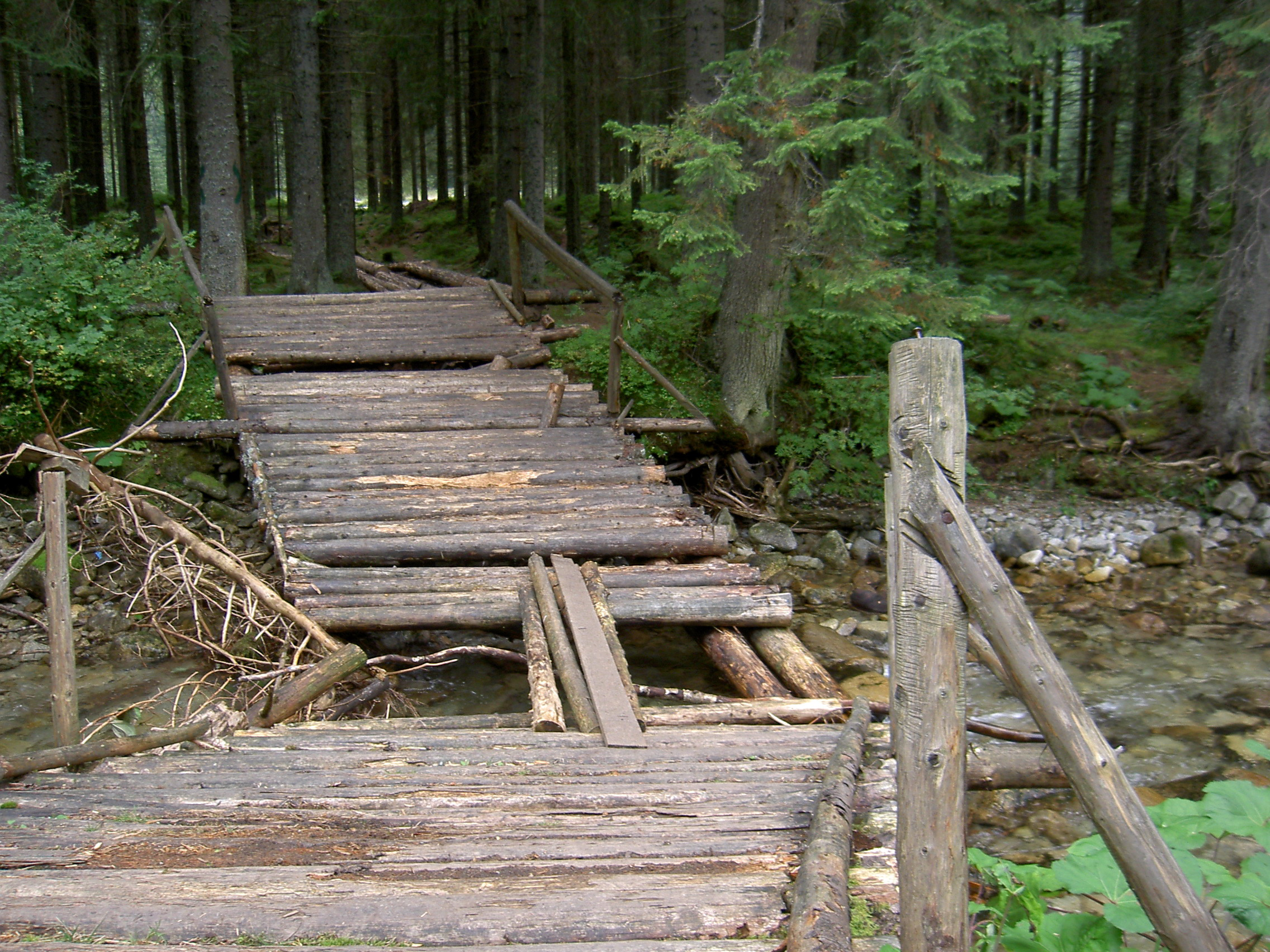
Pont de troncs a Eslovàquia amb troncs addicionals establerts transversalment (un pont de biga)
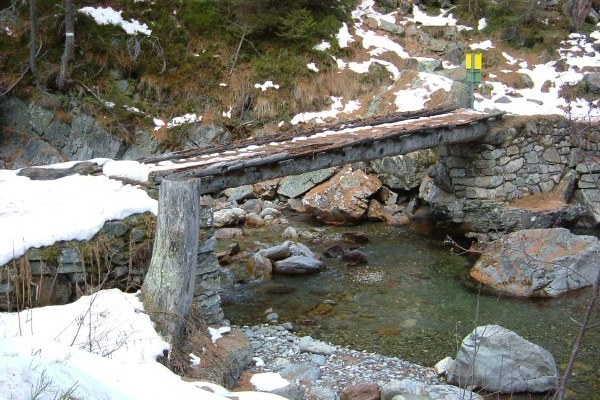
Pont de troncs a França amb contraforts de pedra en sec i una sendera amb tauletes anivellades
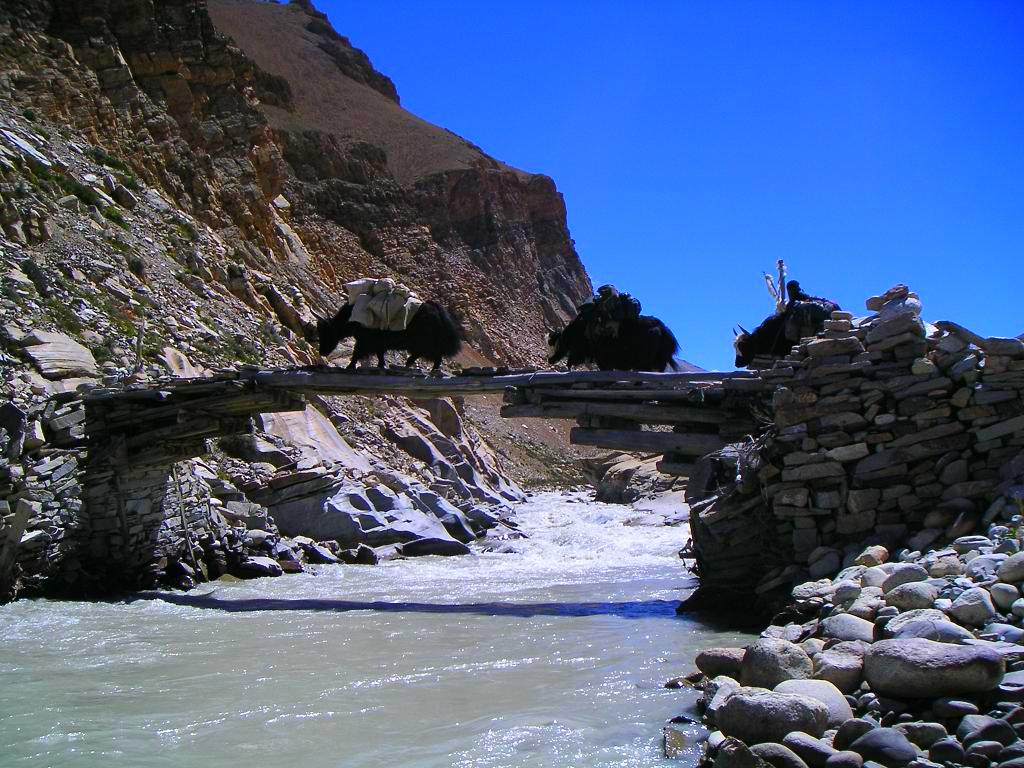
Complex pont logarit tibetà fet de múltiples troncs (un pont cantilever)